# Mistrovství světa ve fotbale žen do 19 let 2002
Mistrovství světa ve fotbale žen do 19 let 2002 bylo prvním ročníkem tohoto turnaje. Vítězem se stala ženská fotbalová reprezentace Spojených států do 19 let.

## Kvalifikace
Na turnaj se kvalifikovaly nejlepší týmy z jednotlivých kontinentálních mistrovství.
| - Afrika (CAF) - Nigérie - Asie (AFC) - Japonsko - Tchaj-wan - Severní, Střední Amerika a Karibik (CONCACAF) - Mexiko - USA - Jižní Amerika (CONMEBOL) - Brazílie |  | - Evropa (UEFA) - Německo - Dánsko - Anglie - Francie - Oceánie (OFC) - Austrálie - Hostitel - Kanada |

## Základní skupiny
| Vysvětlivky | Vysvětlivky                                                                                  |
| ----------- | -------------------------------------------------------------------------------------------- |
|             | První dva týmy z každé skupiny a dva nejlepší týmy na třetích místech postoupily do play off |

### Skupina A
| Tým      | B | Z | V | R | P | VG | IG | +/- |
| -------- | - | - | - | - | - | -- | -- | --- |
| Kanada   | 9 | 3 | 3 | 0 | 0 | 9  | 2  | +7  |
| Japonsko | 4 | 3 | 1 | 1 | 1 | 3  | 6  | −3  |
| Dánsko   | 3 | 3 | 1 | 0 | 2 | 5  | 6  | −1  |
| Nigérie  | 1 | 3 | 0 | 1 | 2 | 2  | 5  | −3  |

| 18. srpna 2002 16:00 |          |        |                                                                  |
| Kanada               | 3:2      | Dánsko | Commonwealth Stadium, Edmonton diváci: 25 000 rozhodčí: Szokolai |
|                      | (Report) |        | Commonwealth Stadium, Edmonton diváci: 25 000 rozhodčí: Szokolai |

| 18. srpna 2002 18:15 |          |          |                                                                        |
| Nigérie              | 1:1      | Japonsko | Commonwealth Stadium, Edmonton diváci: 10 000 rozhodčí: Ferreira-James |
|                      | (Report) |          | Commonwealth Stadium, Edmonton diváci: 10 000 rozhodčí: Ferreira-James |

| 20. srpna 2002 17:45 |          |         |                                                                |
| Dánsko               | 2:1      | Nigérie | Commonwealth Stadium, Edmonton diváci: 7 000 rozhodčí: Tortura |
|                      | (Report) |         | Commonwealth Stadium, Edmonton diváci: 7 000 rozhodčí: Tortura |

| 20. srpna 2002 20:00 |          |        |                                                                 |
| Japonsko             | 0:4      | Kanada | Commonwealth Stadium, Edmonton diváci: 15 714 rozhodčí: Ionescu |
|                      | (Report) |        | Commonwealth Stadium, Edmonton diváci: 15 714 rozhodčí: Ionescu |

| 22. srpna 2002 17:45 |          |          |                                                                       |
| Dánsko               | 1:2      | Japonsko | Commonwealth Stadium, Edmonton diváci: 6 000 rozhodčí: Ferreira-James |
|                      | (Report) |          | Commonwealth Stadium, Edmonton diváci: 6 000 rozhodčí: Ferreira-James |

| 22. srpna 2002 20:00 |          |        |                                                                  |
| Nigérie              | 0:2      | Kanada | Commonwealth Stadium, Edmonton diváci: 15 803 rozhodčí: Szokolai |
|                      | (Report) |        | Commonwealth Stadium, Edmonton diváci: 15 803 rozhodčí: Szokolai |

### Skupina B
| Tým      | B | Z | V | R | P | VG | IG | +/- |
| -------- | - | - | - | - | - | -- | -- | --- |
| Brazílie | 9 | 3 | 3 | 0 | 0 | 10 | 3  | +7  |
| Německo  | 6 | 3 | 2 | 0 | 1 | 5  | 2  | +3  |
| Francie  | 3 | 3 | 1 | 0 | 2 | 2  | 7  | −5  |
| Mexiko   | 0 | 3 | 0 | 0 | 3 | 5  | 10 | −5  |

| 17. srpna 2002 17:00 |          |         |                                                             |
| Německo              | 2:0      | Francie | Swangard Stadium, Vancouver diváci: 5 000 rozhodčí: Persson |
|                      | (Report) |         | Swangard Stadium, Vancouver diváci: 5 000 rozhodčí: Persson |

| 17. srpna 2002 19:30 |          |          |                                                          |
| Mexiko               | 3:5      | Brazílie | Swangard Stadium, Vancouver diváci: 6 000 rozhodčí: Deng |
|                      | (Report) |          | Swangard Stadium, Vancouver diváci: 6 000 rozhodčí: Deng |

| 19. srpna 2002 17:00 |          |        |                                                             |
| Francie              | 2:1      | Mexiko | Swangard Stadium, Vancouver diváci: 4 500 rozhodčí: Proctor |
|                      | (Report) |        | Swangard Stadium, Vancouver diváci: 4 500 rozhodčí: Proctor |

| 19. srpna 2002 19:30 |          |         |                                                           |
| Brazílie             | 1:0      | Německo | Swangard Stadium, Vancouver diváci: 5 537 rozhodčí: Seitz |
|                      | (Report) |         | Swangard Stadium, Vancouver diváci: 5 537 rozhodčí: Seitz |

| 21. srpna 2002 17:00 |          |          |                                                           |
| Francie              | 0:4      | Brazílie | Swangard Stadium, Vancouver diváci: 3 500 rozhodčí: Seitz |
|                      | (Report) |          | Swangard Stadium, Vancouver diváci: 3 500 rozhodčí: Seitz |

| 21. srpna 2002 19:30 |          |         |                                                             |
| Mexiko               | 1:3      | Německo | Swangard Stadium, Vancouver diváci: 5 552 rozhodčí: Persson |
|                      | (Report) |         | Swangard Stadium, Vancouver diváci: 5 552 rozhodčí: Persson |

### Skupina C
| Tým       | B | Z | V | R | P | VG | IG | +/- |
| --------- | - | - | - | - | - | -- | -- | --- |
| USA       | 9 | 3 | 3 | 0 | 0 | 15 | 1  | +14 |
| Austrálie | 4 | 3 | 1 | 1 | 1 | 5  | 5  | 0   |
| Anglie    | 4 | 3 | 1 | 1 | 1 | 5  | 5  | 0   |
| Tchaj-wan | 0 | 3 | 0 | 0 | 3 | 1  | 15 | −14 |

| 17. srpna 2002 13:00 |          |        |                                                           |
| USA                  | 5:1      | Anglie | Centennial Stadium, Victoria diváci: 2 500 rozhodčí: Oiwa |
|                      | (Report) |        | Centennial Stadium, Victoria diváci: 2 500 rozhodčí: Oiwa |

| 17. srpna 2002 15:15 |          |           |                                                              |
| Tchaj-wan            | 1:5      | Austrálie | Centennial Stadium, Victoria diváci: 1 700 rozhodčí: Damkova |
|                      | (Report) |           | Centennial Stadium, Victoria diváci: 1 700 rozhodčí: Damkova |

| 19. srpna 2002 17:00 |          |           |                                                           |
| Anglie               | 4:0      | Tchaj-wan | Centennial Stadium, Victoria diváci: 2 151 rozhodčí: Gaye |
|                      | (Report) |           | Centennial Stadium, Victoria diváci: 2 151 rozhodčí: Gaye |

| 19. srpna 2002 19:15 |          |     |                                                               |
| Austrálie            | 0:4      | USA | Centennial Stadium, Victoria diváci: 2 600 rozhodčí: Hanninen |
|                      | (Report) |     | Centennial Stadium, Victoria diváci: 2 600 rozhodčí: Hanninen |

| 21. srpna 2002 17:00 |          |           |                                                           |
| Anglie               | 0:0      | Austrálie | Centennial Stadium, Victoria diváci: 3 900 rozhodčí: Oiwa |
|                      | (Report) |           | Centennial Stadium, Victoria diváci: 3 900 rozhodčí: Oiwa |

| 21. srpna 2002 19:15 |          |           |                                                           |
| USA                  | 6:0      | Tchaj-wan | Centennial Stadium, Victoria diváci: 2 800 rozhodčí: Gaye |
|                      | (Report) |           | Centennial Stadium, Victoria diváci: 2 800 rozhodčí: Gaye |

## Play off

### Čtvrtfinále
| 24. srpna 2002 19:00 |              |           |                                                          |
| Brazílie             | 4:3 (prodl.) | Austrálie | Swangard Stadium, Vancouver diváci: 6 503 rozhodčí: Deng |
|                      | (Report)     |           | Swangard Stadium, Vancouver diváci: 6 503 rozhodčí: Deng |

| 25. srpna 2002 13:00 |          |        |                                                                 |
| Kanada               | 6:2      | Anglie | Commonwealth Stadium, Edmonton diváci: 23 595 rozhodčí: Ionescu |
|                      | (Report) |        | Commonwealth Stadium, Edmonton diváci: 23 595 rozhodčí: Ionescu |

| 25. srpna 2002 15:45 |              |         |                                                                |
| Japonsko             | 1:2 (prodl.) | Německo | Commonwealth Stadium, Edmonton diváci: 5 000 rozhodčí: Tortura |
|                      | (Report)     |         | Commonwealth Stadium, Edmonton diváci: 5 000 rozhodčí: Tortura |

| 25. srpna 2002 19:00 |          |        |                                                               |
| USA                  | 6:0      | Dánsko | Centennial Stadium, Victoria diváci: 4 800 rozhodčí: Hanninen |
|                      | (Report) |        | Centennial Stadium, Victoria diváci: 4 800 rozhodčí: Hanninen |

### Semifinále
| 29. srpna 2002 17:15 |                           |        |                                                                  |
| Brazílie             | 1:1 (prodl.) (3:4) (pen.) | Kanada | Commonwealth Stadium, Edmonton diváci: 37 194 rozhodčí: Hanninen |
|                      | (Report)                  |        | Commonwealth Stadium, Edmonton diváci: 37 194 rozhodčí: Hanninen |

| 29. srpna 2002 20:00 |          |         |                                                                  |
| USA                  | 4:1      | Německo | Commonwealth Stadium, Edmonton diváci: 10 000 rozhodčí: Szolokai |
|                      | (Report) |         | Commonwealth Stadium, Edmonton diváci: 10 000 rozhodčí: Szolokai |

### O 3. místo
| 1. září 2002 11:00 |                  |         |                                                              |
| Brazílie           | 1:1 (3:4) (pen.) | Německo | Commonwealth Stadium, Edmonton diváci: 35 000 rozhodčí: Oiwa |
|                    | (Report)         |         | Commonwealth Stadium, Edmonton diváci: 35 000 rozhodčí: Oiwa |

### Finále
| 1. září 2002 14:00 |              |     |                                                                        |
| Kanada             | 0:1 (prodl.) | USA | Commonwealth Stadium, Edmonton diváci: 47 784 rozhodčí: Ferreira-James |
|                    | (Report)     |     | Commonwealth Stadium, Edmonton diváci: 47 784 rozhodčí: Ferreira-James |